# كوندان شاه
كوندان شاه (بالإنجليزية: Kundan Shah)‏ (ولد في 19 من أكتوبر عام 1947 - وتوفي في 7 أكتوبر 2017) هو مخرج وكاتب سيناريو هندي بدأ نشاطه سنة 1983.

## وصلات خارجية
- كوندان شاه على موقع IMDb (الإنجليزية)
- كوندان شاه على موقع أول موفي (الإنجليزية)
- كوندان شاه على موقع قاعدة بيانات الفيلم (الإنجليزية)
- كوندان شاه على موقع كينوبويسك (الروسية)